# Tauschia bicolor
Tauschia bicolor là một loài thực vật có hoa trong họ Hoa tán. Loài này được Constance & Bye miêu tả khoa học đầu tiên năm 1976.